# اوکوکیت
اوکوکیت (روسی: Укукит) یک رودخانه در استان یاقوتستان کشور روسیه است.